# Oleg Nikolajevskij
Oleg Nikolajevskij (russisk: Оле́г Па́влович Никола́евский) (født 16. november 1922 i Jekaterinburg i Russiske SFSR, død 22. juni 1998 i Jekaterinburg i Rusland) var en sovjetisk filminstruktør, manuskriptforfatter og skuespiller.

## Filmografi
- Sled v okeane (След в океане, 1964)[2][3]
- Trembita (Трембита, 1968)